# Pascal Olmeta
Pour les articles homonymes, voir Olmeta.
Pascal Olmeta, né à Bastia le 7 avril 1961, est un footballeur français évoluant au poste de gardien de but.
Il gagne ses titres les plus importants à l'Olympique de Marseille, où il joue de 1990 à 1993 et avec lequel il remporte le championnat de France en 1991, 1992 et 1993 (non attribué), atteint la finale de la Coupe d'Europe des Clubs Champions en 1991 et remporte la Ligue des Champions en 1993.
Après sa retraite de footballeur, il se lance dans le beach soccer et est finaliste de la coupe du monde 2001.

## Biographie

### Jeunesse
Avant le football, Pascal Olmeta a pratiqué l'athlétisme dans son enfance, remportant un titre de champion de Corse de lancer de javelot en catégorie minime. À ses débuts dans le football, Pascal Olmeta joue en amateur au CA Bastia.

### Football

#### Club

Compositions des équipes lors de la finale de la Ligue des champions perdue par l'OM face à l'Étoile rouge de Belgrade (0-0 puis 5 t.a.b à 3) en 1991.

Après avoir débuté en professionnel sur son île natale, à Bastia, il rejoint le continent avec Toulon. Grâce à sa régularité et sa flamboyance, il est un des gardiens de but les plus en vue de Division 1. Il signe alors pour l'ambitieux Matra Racing de Paris, équipe de stars où figurent Maxime Bossis, Enzo Francescoli, Pierre Littbarski ou encore David Ginola, Pascal ayant côtoyé ce dernier à Toulon. C'est un échec global pour cette équipe parisienne, qui voit Jean-Luc Lagardère et Matra se retirer à l'issue de la saison 1988-1989 et le parcours de Pascal à Paris s’achèvera la saison suivante sur une finale de Coupe de France perdue face à Montpellier en 1990 et une liquidation du club.
Après le Matra Racing, Pascal Olmeta signe à l'Olympique de Marseille. Avec l'OM, il remporte à deux reprises le titre de Champion de France. Au cours de la saison 1992-1993, il est cependant poussé sur le banc par l'éclosion de Fabien Barthez. C'est durant cette même saison que l'Olympique de Marseille remportera la Ligue des Champions au stade olympique de Munich, battant en finale le Milan AC de Fabio Capello.
Lors de l'été 1993, il signe à l'Olympique lyonnais, malgré son attachement à l'OM. Sous les ordres de Jean Tigana et de Guy Stéphan, il devient l'un des joueurs préférés du public de Gerland, obtenant même le capitanat de l'équipe. Il se fait pourtant licencier de son club en janvier 1997 après avoir frappé son coéquipier Jean-Luc Sassus, qu'il accuse d'être trop proche de sa compagne d'alors et se voit remplacé dans les buts par un jeune gardien, Grégory Coupet, échangé contre Jean-Luc Sassus. 
Olmeta trouve asile à l'Espanyol de Barcelone, où il est peu utilisé, avant de revenir sur ses terres, en Corse, au Gazélec Ajaccio. Après une montée en Division 2 gagnée sur le terrain, mais annulée en raison du fait que l'autre club de la ville, l'AC Ajaccio, évolue déjà en Division 2, il met un terme à sa carrière professionnelle.
En 2022, le magazine So Foot le classe dans le top 1000 des meilleurs joueurs du championnat de France, à la 101e place.

#### Équipe de France
Pascal Olmeta n'a jamais joué en équipe de France A. Il est pourtant présélectionné plusieurs fois. Il s'assied pour la première fois sur le banc tricolore lors du France-Luxembourg du 30 octobre 1985. Il est pressenti pour intégrer le groupe France à l'Euro 92, organisé en Suède, en qualité de 3e gardien, mais la liste étant limité à 20 places, Michel Platini, alors sélectionneur, décide de ne prendre que deux gardiens : Bruno Martini et Gilles Rousset.

#### Équipe de Corse
Le 2 septembre 1989, il honore sa première sélection avec la Corse. La Squadra Corsa bat alors le SC Toulon 4-3. Le 16 juillet 1993, il inscrit un penalty face au Servette FC.

### Beach soccer
Il rejoint Éric Cantona en Équipe de France de beach soccer avec laquelle il perd en finale de la Coupe du monde de beach soccer 2001. Il est élu meilleur gardien du tournoi.

## Autres activités

### Émissions de télévision
Il participe au jeu Fort Boyard sur France 2, en 1996, 1999, 2012, 2013.
Du 10 avril au 18 juin 2004, il participe à la première saison émission de téléréalité La Ferme Célébrités (sur TF1), dont il sort vainqueur. Il a joué pour l'association Les Williams en Corse.
En 2007, il est au centre de l'émission Très chasse, très pêche sur TF1, dans le reportage Pointers sur bécasse en Corse avec Pascal Olmeta réalisé par Julien Cailloux et Claude Cailloux.
Depuis 2014, il participe régulièrement à l'émission L'affiche de la semaine présentée par Christian Jeanpierre sur TF1.
Durant l'été 2015, il est l'un des nouveaux personnages de Fort Boyard. Il y incarne Captain Olmeta.
En juillet 2016, il participe à Ninja Warrior sur TF1 et atteint le cinquième obstacle.

### Chasse à l'éléphant
En octobre 2016, une vidéo de mai 2012 montre le footballeur participant à une chasse à l'éléphant au Zimbabwe,, pays où cette chasse est légale, dans le respect de quotas définis par les autorités, comme indiqué dans le droit de réponse que le joueur a fait publier. Sur cette vidéo on le voyait tuer un éléphant sans défense d'une balle dans la tête, avant de l'achever à bout portant. Pascal Olmeta avait aussi accepté que son safari fasse l'objet d'un reportage pour Connaissance de la chasse. En décembre 2020, Pascal Olmeta tente de faire disparaître cette vidéo financée par un fabricant de munitions. Il fait condamner le guide qui avait mis en ligne cette vidéo.

### Radio
Depuis la rentrée 2021, il intervient régulièrement dans l'émission Rothen s'enflamme animée par Jérôme Rothen sur RMC.

## Palmarès

### En club
Il remporte avec l'INF Vichy, la Coupe Gambardella en 1980.
Sous le maillot du Matra Racing de Paris, il est finaliste de la Coupe de France en 1990.
Avec l'Olympique de Marseille, il remporte la Ligue des Champions en 1993, le championnat de France en 1991 et en 1992, le Tournoi de Marseille en 1990 et le Tournoi de Paris en 1991. Il est également finaliste de la Coupe d'Europe des Clubs Champions en 1991 et de la Coupe de France en 1991.
Avec l'Olympique lyonnais, il est vice-champion de France en 1995 et finaliste de la Coupe de la Ligue en 1996.

### En équipe de France de Beach soccer
- 5 sélections entre 2001 et 2004
- Participation à la Coupe du Monde de plage en 2001 (Finaliste)

## Statistiques

### Football
- 474 matches en Division 1
- 41 matches en Coupe de France
- 14 matches en Coupe d'Europe des Clubs Champions/Ligue des Champions
- 6 matches en Coupe de l'UEFA
- 5 matches avec les A'
- 7 matches avec les Espoirs
- 2 matches avec les Olympiques
- 3 matches avec l'Équipe de Corse

### Beach soccer
- 5 sélections entre 2001 et 2004

## Distinctions personnelles et records
- Élu révélation française de l'année en 1983 par France Football[16]
- Élu Étoile d’or France Football en 1984
- Élu meilleur gardien de la Coupe du monde de beach soccer en 2001
- Membre du club de l’année France Football en 1991 et en 1992 avec l'Olympique de Marseille
- Remporte avec l'Olympique de Marseille la ligue des champions 1993 sans perdre un match.

Sur la demande de son ami Philippe Marrocco (ancien international de l'ASM Clermont), il est parrain du club de rugby de l'Allier du Montluçon Rugby alors club de fédérale 1, avant que celui-ci ne disparaisse à la suite d'une liquidation judiciaire.

## Distinctions
Chevalier de l'ordre national du Mérite (décret du 2 Juin 2023)

## Vie privée
Il est l'avant-dernier d'une fratrie de 5 enfants (3 garçons et 2 filles). Il a une première fille, Joana, née en 1985 d'un premier mariage. Le 20 août 2004, il se marie avec Séverine avec qui il a une fille, Cassandra (née le 6 janvier 2002), et un fils, Lisandru (né le 21 juillet 2005). Ce dernier est également gardien de but, en U17 à LOSC Lille ainsi qu'en équipe de France U16.

## Dans la culture populaire
Pascal Olmeta apparaît dans le jeu vidéo Pro Beach Soccer en 2003.

## Publications

### Livres
- Goal ma drôle de vie, 1991, Éditions Solar, préface de Jean-Paul Belmondo

### Musique
En 1994, il sort le single Tape dans un ballon, un titre écrit et composée par R. Bouhour et Jean-Pierre Savelli (Peter de Peter et Sloane).